# Frankrike i olympiska sommarspelen 1992
Frankrike deltog i de olympiska sommarspelen 1992 med en trupp bestående av tre deltagare, och totalt blev det 29 medaljer.

## Bågskytte
Damernas individuella
- Severine Bonal — Åttondelsfinal → 9:e plats (1-1)
- Nathalie Hibon — Sextondelsfinal → 22:a plats (0-1)
- Christine Gabillard — Rankningsrunda → 41:a plats (0-0)

Herrarnas individuella
- Sebastien Flute — Final →  Guld (5-0)
- Bruno Felipe — Sextondelsfinal → 21:a plats (0-1)
- Michael Taupin — Rankningsrunda → 56:e plats (0-0)

Damernas lagtävling
- Bonal, Hibon och Gabillard — Bronsmatch → 4:e plats (2-2)

Herrarnas lagtävling
- Flute, Felipe och Taupin — Bronsmatch → 4:e plats (2-2)

## Cykling
Damernas linjelopp
- Jeannie Longo
  - Final — 2:05:02 (→  Silver)

- Catherine Marsal
  - Final — 2:05:03 (→ 21:a plats)

- Marion Clignet
  - Final — 2:05:13 (→ 33:e plats)

## Friidrott
Herrarnas 100 meter
- Max Morinière
- Daniel Sangouma

Herrarnas 200 meter
- Gilles Quénéhervé
- Jean-Charles Trouabal

Herrarnas 800 meter
- Frédéric Cornette

Herrarnas 5 000 meter
- Pascal Thiebault
  - Heat — 13:31,16
  - Final — 13:43,39 (→ 13:e plats)

Herrarnas 10 000 meter
- António Martins Bordelo
  - Heat — 28:35,13
  - Final — 28:47,66 (→ 15:e plats)

- Thierry Pantel
  - Heat — fullföljde inte (→ ingen placering)

Herrarnas 4 x 400 meter stafett
- Jean-Louis Rapnouil, Yann Quentrec, Stéphane Caristan och Stéphane Diagana
  - Heat — 3:04,25 (→ gick inte vidare)

Herrarnas maraton
- Dominique Chauvelier — 2:19,09 (→ 31:e plats)
- Luis Soares — 2:21,57 (→ 45:e plats)
- Pascal Zilliox — 2:30,02 (→ 64:e plats)

Herrarnas 400 meter häck
- Stéphane Diagana
  - Heat — 48,41
  - Semifinal — 48,28
  - Final — 48,13 (→ 4:e plats)

- Stéphane Caristan
  - Heat — 49,16
  - Semifinal — 49,50
  - Final — 48,86 (→ 7:e plats)

Herrarnas 110 meter häck
- Sébastien Thibaut
  - Heats — 13,94 (→ gick inte vidare)

Herrarnas 20 kilometer gång
- Thierry Toutain — DSQ (→ ingen placering)

Herrarnas 50 kilometer gång
- René Piller — 4:02:40 (→ 15:e plats)
- Alain Lemercier — 4:06:31 (→ 16:e plats)
- Martial Fesselier — 4:07:30 (→ 17:e plats)

Herrarnas längdhopp
- Serge Helan
  - Kval — 7,60 m (→ gick inte vidare)

- Franck Lestage
  - Kval — 7,72 m (→ gick inte vidare)

Herrarnas tresteg
- Pierre Camara
  - Kval — 17,34 m
  - Final — 16,52 m (→ 11:e plats)

- Georges Sainte-Rose
  - Kval — 16,50 m (→ gick inte vidare)

- Serge Helan
  - Kval — 16,47 m (→ gick inte vidare)

Herrarnas släggkastning
- Christophe Épalle
  - Kval — 76,24 m
  - Final — 74,84 m (→ 10:e plats)

- Raphaël Piolanti
  - Kval — 73,22 m (→ gick inte vidare)

- Frédéric Kuhn
  - Kval — 71,76 m (→ gick inte vidare)

Damernas 100 meter
- Patricia Girard-Léno
- Odiah Sidibé
- Laurence Bily

Damernas 200 meter
- Valérie Jean-Charles
- Maguy Nestoret

Damernas 400 meter
- Marie-José Pérec
- Elsa Devassoigne

Damernas 800 meter
- Viviane Dorsile
  - Heat — 2:01,54 (→ gick inte vidare)

Damernas 10 000 meter
- Annette Sergent-Palluy
  - Heat — 32:57,29 (→ gick inte vidare)

- Rosario Murcia
  - Heat — 33:16,96 (→ gick inte vidare)

Damernas maraton
- Maria Rebelo — fullföljde inte (→ ingen placering)

Damernas höjdhopp
- Sandrine Fricot
  - Kval — 1,90 m (→ gick inte vidare)

## Fäktning
Herrarnas florett
- Philippe Omnès
- Patrick Groc
- Patrice Lhôtellier

Herrarnas florett, lag
- Patrick Groc, Youssef Hocine, Olivier Lambert, Patrice Lhôtellier, Philippe Omnès

Herrarnas värja
- Éric Srecki
- Jean-Michel Henry
- Olivier Lenglet

Herrarnas värja, lag
- Éric Srecki, Jean-Michel Henry, Olivier Lenglet, Jean-François Di Martino, Robert Leroux

Herrarnas sabel
- Jean-François Lamour
- Jean-Philippe Daurelle
- Franck Ducheix

Herrarnas sabel, lag
- Jean-François Lamour, Jean-Philippe Daurelle, Franck Ducheix, Hervé Granger-Veyron, Pierre Guichot

Damernas florett
- Laurence Modaine-Cessac
- Isabelle Spennato
- Gisèle Meygret

Damernas florett, lag
- Camille Couzi, Gisèle Meygret, Laurence Modaine-Cessac, Julie-Anne Gross, Isabelle Spennato

## Handboll
Herrar
Gruppspel
| Lag       | Pld | W | D | L | GF  | GA  | GD  | Poäng |
| --------- | --- | - | - | - | --- | --- | --- | ----- |
| OSS       | 5   | 5 | 0 | 0 | 121 | 98  | +23 | 10    |
| Frankrike | 5   | 4 | 0 | 1 | 111 | 98  | +13 | 8     |
| Spanien   | 5   | 3 | 0 | 2 | 97  | 98  | −1  | 6     |
| Rumänien  | 5   | 1 | 1 | 3 | 107 | 115 | −8  | 3     |
| Tyskland  | 5   | 1 | 1 | 3 | 97  | 103 | −6  | 3     |
| Egypten   | 5   | 0 | 0 | 5 | 92  | 113 | −21 | 0     |

| Resultat  | OSS   | Frankrike | Spanien | Rumänien | Tyskland | Egypten |
| --------- | ----- | --------- | ------- | -------- | -------- | ------- |
| OSS       |       | 23–22     | 24–18   | 27–25    | 25–15    | 22–18   |
| Frankrike | 22–23 |           | 18–16   | 26–20    | 23–20    | 22–19   |
| Spanien   | 18–24 | 16–18     |         | 21–20    | 19–18    | 23–18   |
| Rumänien  | 25–27 | 20–26     | 20–21   |          | 20–20    | 22–21   |
| Tyskland  | 15–25 | 20–23     | 18–19   | 20–20    |          | 24–16   |
| Egypten   | 18–22 | 19–22     | 18–23   | 21–22    | 16–24    |         |

Slutspel
|  | Semifinaler | Semifinaler |    |           | Final      | Final |  |
|  |             |             |    |           |            |       |  |
|  |             |             |    |           |            |       |  |
|  | Sverige     | 25          |    |           |            |       |  |
|  | Frankrike   | 22          |    |           |            |       |  |
|  |             |             |    |           |            |       |  |
|  |             |             |    |           |            |       |  |
|  |             |             |    |           | Sverige    | 20    |  |
|  |             | OSS         | 22 |           |            |       |  |
|  |             |             |    |           |            |       |  |
|  |             |             |    |           |            |       |  |
|  |             |             |    |           | Bronsmatch |       |  |
|  |             |             |    |           |            |       |  |
|  | OSS         | 23          |    | Frankrike | 24         |       |  |
|  | Island      | 19          |    |           | Island     | 20    |  |

## Modern femkamp
Herrarnas individuella tävling
- Sébastien Deleigne
- Joël Bouzou
- Christophe Ruer

Herrarnas lagtävling
- Sébastien Deleigne, Joël Bouzou och Christophe Ruer

## Segling
Herrarnas lechner
- Franck David
  - Slutlig placering — 70,7 poäng (→  Guld)

Damernas lechner
- Maud Herbert
  - Slutlig placering — 78,0 poäng (→ 4:e plats)

Damernas 470
- Florence Le Brun och Odile Barre
  - Slutlig placering — 65,7 poäng (→ 6:e plats)

## Simhopp
Herrarnas 3 m
- Philippe Duvernay
  - Kval — 310,14 poäng (→ gick inte vidare, 29:e plats)

Herrarnas 10 m
- Frédéric Pierre
  - Kval — 329,01 poäng (→ gick inte vidare, 19:e plats)

## Tennis
Herrsingel
- Guy Forget
  - Första omgången — Besegrade Cristiano Caratti (Italien) 6-3, 6-4, 6-2
  - Andra omgången — Förlorade mot Magnus Larsson (Sverige) 3-6, 3-6, 1-6
- Fabrice Santoro
  - Första omgången — Besegrade Christian Miniussi (Argentina) 6-1, 7-6, 6-4
  - Andra omgången — Besegrade Javier Frana (Argentina) 4-6, 6-2, 6-1, 6-1
  - Tredje omgången — Besegrade Boris Becker (Tyskland) 6-1, 3-6, 6-1, 6-3
  - Kvartsfinal — Förlorade mot Goran Ivanišević (Kroatien) 7-6, 7-6, 4-6, 4-6, 6-8

Herrdubbel
- Guy Forget och Henri Leconte
  - Första omgången — Besegrade Emanuel Couto och Bernardo Mota (Portugal) 6-1, 6-3, 6-1
  - Andra omgången — Förlorade mot Javier Frana och Christian Miniussi (Argentina) 6-4, 7-6, 4-6, 4-6, 3-6